# Egzotarium w Sosnowcu
Centrum Edukacji Ekologicznej – Egzotarium – obiekt wystawienniczo-edukacyjny zlokalizowany na terenie parku miejskiego im. porucznika pilota Jana Fusińskiego w Sosnowcu. Usytuowany jest przy głównej alejce biegnącej od ulicy Marszałka Józefa Piłsudskiego w Sosnowcu w kierunku rzeki Brynicy.

## Historia

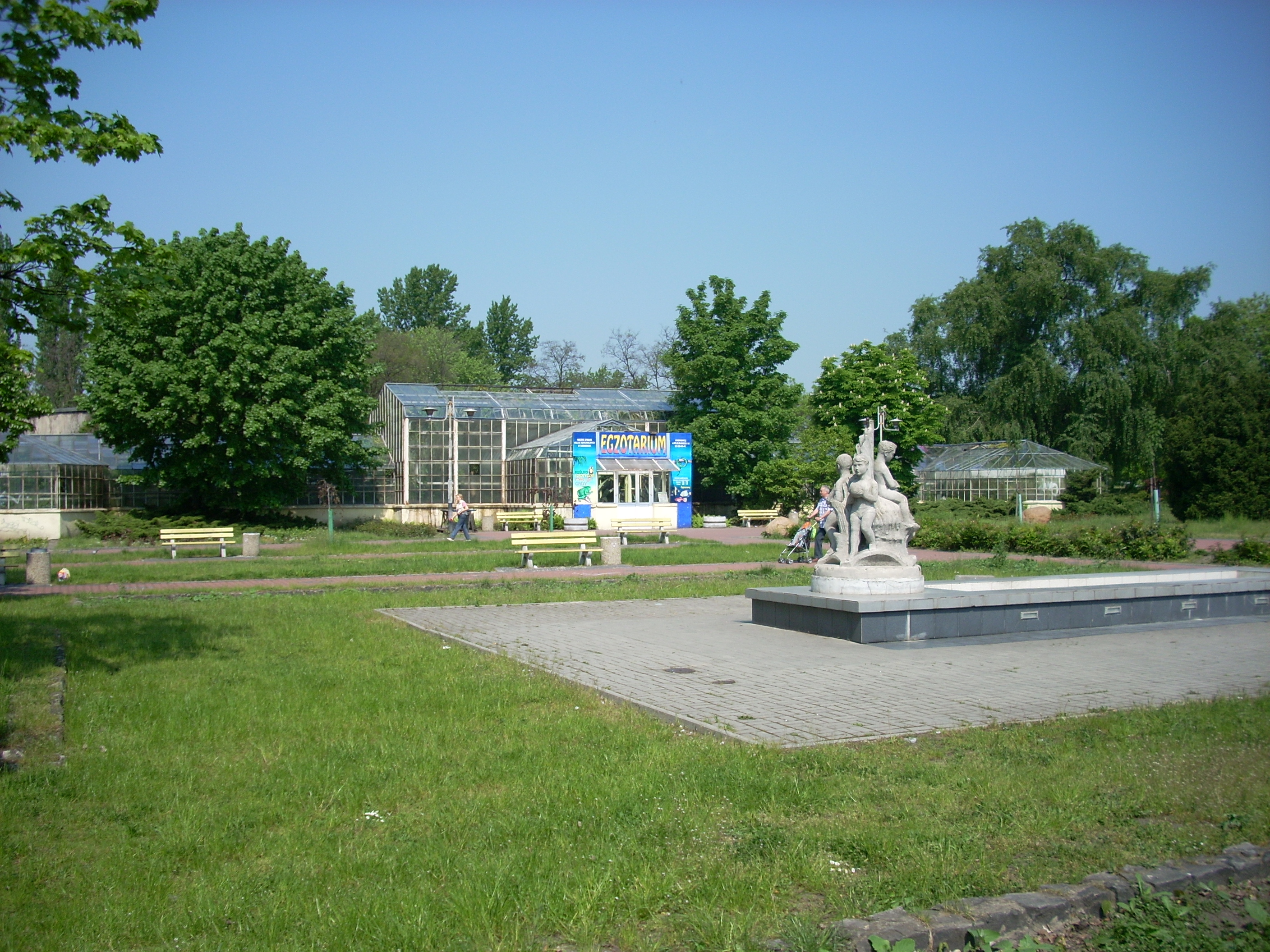
Poprzedni budynek Egzotarium

Pierwszy budynek egzotarium, na który składały się palmiarnia i akwarium został wzniesiony w latach 1954–1956 na terenie parku miejskiego, który utworzono w 1935 r. Powstał z inicjatywy Komitetu Budowy Egzotarium przy Zarządzie Zieleni Miejskiej, tworzonego przez miłośników przyrody posiadających wizję stworzenia w Sosnowcu mini zoo z egzotycznymi roślinami i zwierzętami. Autorem koncepcji rozplanowania budynku był Mirosław Celler. Obiekt od początku pełnił przede wszystkim funkcje dydaktyczne. W 1957 r. doszło do rozbudowy, dzięki której w nowopowstałym pawilonie przygotowano miejsce dla małp i ptaków oraz zbudowano wybieg, do którego wprowadzono bażanty, szopy i niedźwiedzie. Sosnowieckie egzotarium posiadało największy w Polsce dział ryb akwariowych, który składał się z 60 zbiorników o pojemności 500 i 1000 litrów. Na przestrzeni lat kolekcja botaniczna i zoologiczna ulegała zwiększeniu co skutkowało dobudowywaniem kolejnych pomieszczeń wystawienniczych. Powierzchnia całkowita dawnego obiektu wynosiła 1430 m², a wysokość w najwyższym punkcie sięgała zaledwie 7 metrów.
Do 2020 r. część botaniczna egzotarium obejmowała rośliny z różnych stref klimatycznych i geograficznych świata. Należały do różnych grup ekologicznych i reprezentowały zróżnicowane formacje roślinne: pustynne i półpustynne, tropiki amerykańskie i azjatyckie, formacje ciepłego klimatu śródziemnomorskiego, wysp oceanicznych i inne. Rosły tu między innymi sukulenty (wilczomlecze, opuncje, aloesy), liany, palmy, egzotyczne i dekoracyjne rośliny zielne, jak np. kliwie czy anturium. Stała ekspozycja zwierząt w egzotarium obejmowała głównie ryby i gady. Szczególnie cenna była  kolekcja egzotycznych ryb akwariowych. Obejmowała ona około 40 gatunków, przy czym najbardziej atrakcyjna była kolekcja pielęgnic. Faunę gadów reprezentowało tu około 15 gatunków, w tym: krokodyl nilowy, boa tęczowy, pyton tygrysi i siatkowy, 6 gatunków żółwi.
Budynek corocznie gościł wystawę „Dni orchidei i kaktusów”.

## Nowy budynek

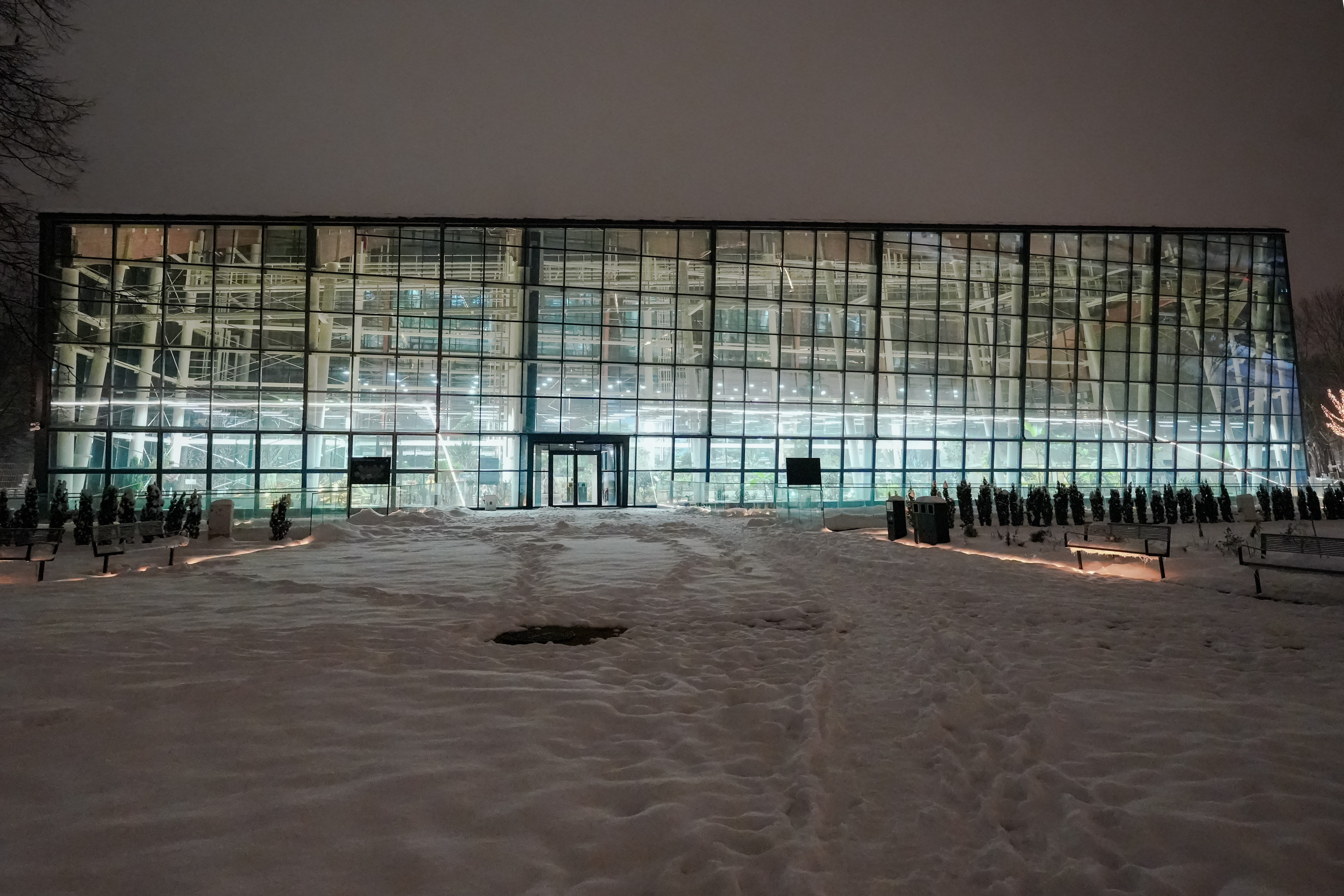
Nowy budynek Egzotarium otwarty w grudniu 2023

W 2019 r. po latach starań ogłoszono przetarg na budowę nowego egzotarium, a dotychczasowy  budynek zburzono rok później. Oficjalne otwarcie Centrum Edukacji Ekologicznej – Egzotarium w nowym budynku postawionym w miejscu dawnego nastąpiło 2 grudnia 2023 roku. Powierzchnia całkowita oddanego do użytku obiektu wynosi 6 686,47 m², a wysokość w najwyższym punkcie to 22,7 metrów. Palmiarnia została podzielona na strefę klimatu śródziemnomorskiego, pustynną i tropikalną, dla których zapewniono prawidłową temperaturę, wilgotność i światło tak, aby warunki zbliżone były jak najbardziej do tych panujących w naturze. Budynek funkcjonuje na trzech kondygnacjach. Na poziomie pierwszym zainstalowano olbrzymie akwaria, w których wyeksponowano m.in. ducha amazońskiego, pielęgnicę szmaragdową, arowanę srebrną, płaszczki słodkowodne i piranię pacu. W terrariach umieszczono gady i owady, a wśród nich m.in. węża chińskiego, pająka topika, anakondę zieloną, ptaszniki i drzewołazy dendrobates. Na poziomie drugim oprócz roślin wyeksponowano legwana zielonego, żółwia żabuti, bazyliszka płatkogłowego, bazyliszka pręgowanego, boa dusiciela, pytona rombowego, pytona siatkowego, boa tęczowego, anolisa kubańskiego, kajmana okularowego, badylarki pospolitej czy też tukana wielkiego. Na poziomie trzecim znajduje się sala edukacyjna, przestrzeń wystawiennicza wystaw stałych i czasowych, kino edukacyjne, a także kawiarnia. Wzdłuż szklanej elewacji palmiarni wybudowano długi zbiornik wodny, gdzie utworzono rodzime zbiorowisko szuwarowe. To odzwierciedlenie biotopu znajdującego się pierwotnie nad brzegiem rzeki Przemszy. 
Od 2023 r. Egzotarium wraz z Parkiem im. porucznika pilota Jana Fusińskiego w Sosnowcu tworzy kompleks określany mianem ogrodu botanicznego.